# Cloob
Cloob.com est un ancien réseau social en persan, principalement utilisé en Iran. Créé en 2004, il ferme définitivement en 2021.

## Historique
À la suite du blocage du réseau social Orkut (populaire localement comme à l'international) par le gouvernement iranien, de nombreux sites et réseaux locaux ont fait leur apparition, dont Cloob, pour le remplacer. Sa page principale contient le titre Iranian Virtual Society (Société Virtuelle Iranienne) et déclare que tout le contenu est vérifié pour être en conformité avec la législation Iranienne. Cette ligne directrice vise à réduire le risque de censure par le gouvernement.
Cloob a été bloqué le 7 mars 2008 (durant les élections législatives) par le gouvernement d'Iran. Cependant le blocage en Iran fut levé le 29 avril 2008, à la suite du « retrait de contenu illégal et controversé » du site selon les mots de l'équipe de Cloob. Le 25 décembre 2009, le site fut à nouveau bloqué et le resta quelque temps, mais en 2011, Cloob semble à nouveau opérationnel.
Le site dit avoir environ 1 million de membres et plus de 100 millions de pages vues par mois.
Cloob a définitivement fermé en août 2021.

## Fonctionnalités
Les fonctions disponibles incluent : des courriers électroniques internes (entre particuliers, groupes d'amis et membres de communautés), des groupes et des discussions de groupe, des albums photo individuels ou de groupes, une discussion instantanée et des salles de discussions pour les groupes, des blogs, une base de données d'offres d'emploi et de CV, une monnaie virtuelle (appelée coroob), du commerce en ligne pour des biens et services, des petites annonces, des questions-réponses, des actualités et des paramètres de confidentialités avancés.
Certains des services nécessitent de la monnaie virtuelle. Par exemple, les recherches avancées dans les discussions de groupe, ou de membres, les accusés de réception pour le courrier électronique, la liste des visiteurs de son profil et d'autres services vont utiliser différentes quantités de monnaie virtuelle du compte de l'utilisateur. Les utilisateurs peuvent acheter de la monnaie virtuelle ou transférer cette dernière à d'autres utilisateurs.

## Source de la traduction
- (en) Cet article est partiellement ou en totalité issu de l’article de Wikipédia en anglais intitulé « Cloob » (voir la liste des auteurs).

## voir aussi